# Gavray
Gavray ist eine Ortschaft und eine ehemalige französische Gemeinde mit 1.442 Einwohnern (Stand 1. Januar 2022) im Département Manche in der Region Normandie. Sie gehörte zum Arrondissement Coutances und zum Kanton Quettreville-sur-Sienne. Die Einwohner werden Gavrayens genannt.
Mit Wirkung vom 1. Januar 2019 wurden die ehemaligen Gemeinden Gavray, Le Mesnil-Amand, Le Mesnil-Rogues und Sourdeval-les-Bois zur Commune nouvelle Gavray-sur-Sienne zusammengelegt und haben in der neuen Gemeinde den Status einer Commune déléguée. Der Verwaltungssitz befindet sich im Ort Gavray.

## Geografie
Gavray liegt im Süden der Halbinsel Cotentin am Fluss Sienne, in den hier der Fluss Bérence mündet. Umgeben wird Gavray von Lengronne im Norden und Nordwesten, Saint-Denis-le-Gast im Norden, La Baleine im Norden und Nordosten, Sourdeval-les-Bois im Osten, Montaigu-les-Bois im Osten und Südosten, Le Mesnil-Garnier im Süden und Südosten, Le Mesnil-Villeman im Süden und Südwesten, Le Mesnil-Amand im Süden und Südwesten sowie Ver im Westen.

## Geschichte
Im Zweiten Weltkrieg wurde Gavray am 30. Juli 1944 von der deutschen Besatzung befreit. 1972 wurden die kleinen Kommunen Le Mesnil-Bonant und Le Mesnil-Hue eingemeindet.

## Bevölkerungsentwicklung
| 1962                       | 1968 | 1975 | 1982 | 1990 | 1999 | 2006 | 2013 |
| -------------------------- | ---- | ---- | ---- | ---- | ---- | ---- | ---- |
| 1180                       | 1146 | 1387 | 1419 | 1452 | 1480 | 1369 | 1463 |
| Quellen: Cassini und INSEE |      |      |      |      |      |      |      |

## Sehenswürdigkeiten

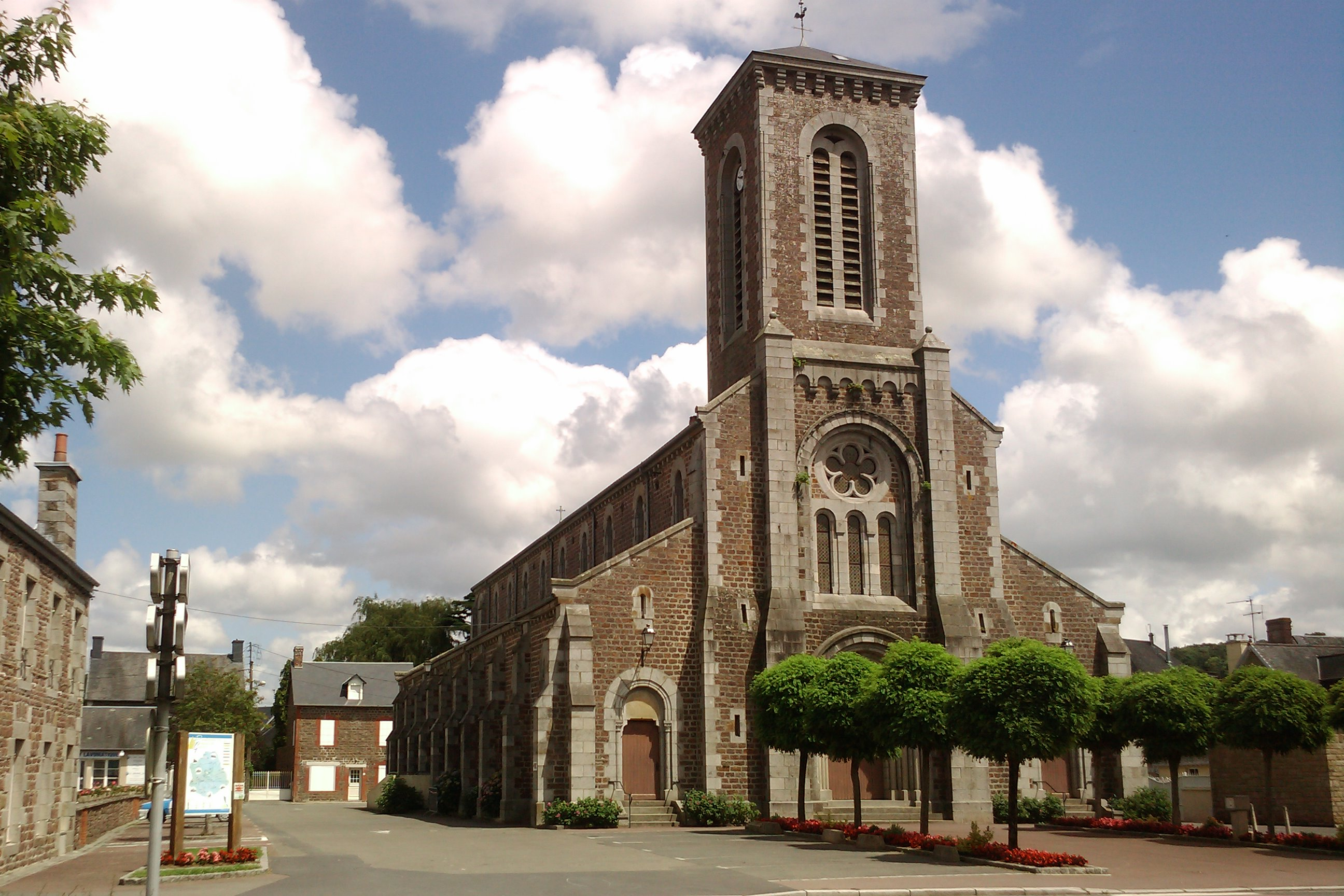
Kirche Sainte-Trinité
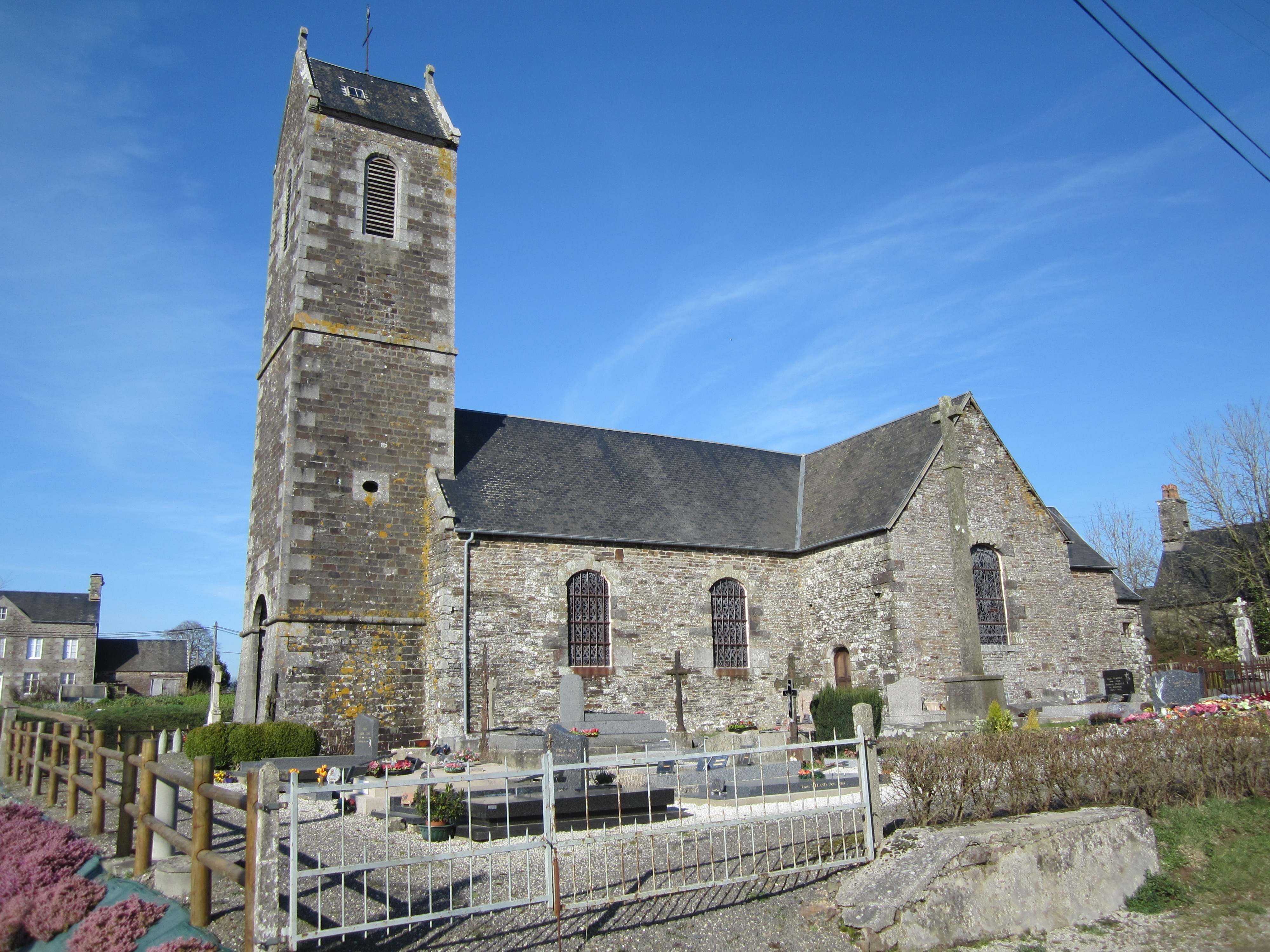
Kirche Saint-Étienne in Le Mesnil-Hue aus dem 17. Jahrhundert
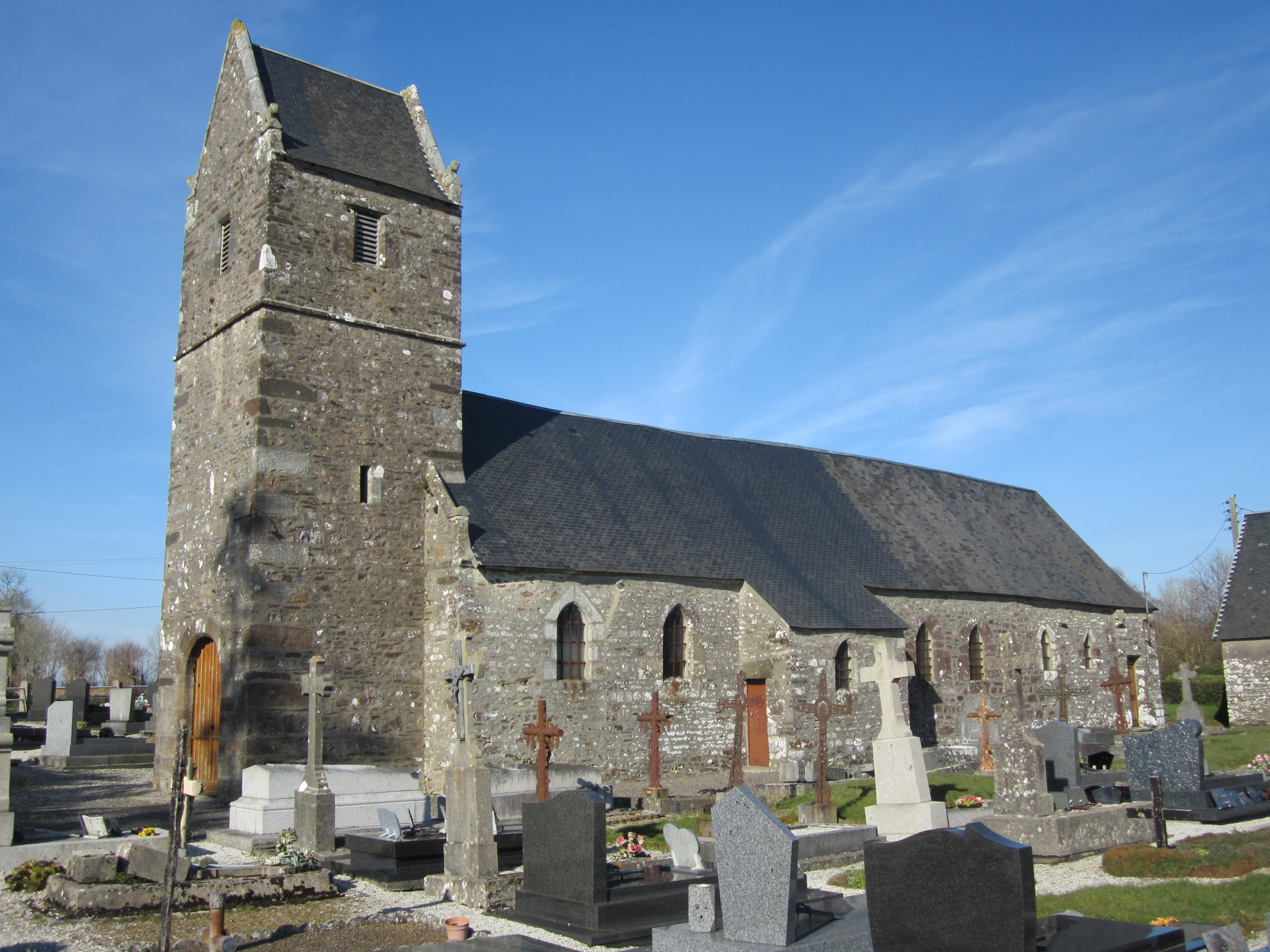
Kirche Saint-Jean-Baptiste in Le Mesnil-Bonant aus dem 17. Jahrhundert
- Herrenhaus mit Kapelle Saint-Jean
- Ehemaliges Rathaus

- Kirche Sainte-Trinité
- Kirche Saint-Étienne
- Kirche Saint-Jean-Baptiste

## Persönlichkeiten
- Bernard Beck (1914–2009), Politiker, Präsident des Rechnungshofs (Cour des Comptes)